# Acanthinus trifasciatus
Acanthinus trifasciatus là một loài bọ cánh cứng trong họ Anthicidae. Loài này được Fabricius miêu tả khoa học năm 1801.